# Église de l'Invention-Saint-Étienne d'Escouloubre
L'église de l'Invention-Saint-Étienne d'Escouloubre est une église située à Escouloubre, en France.

## Localisation
L'église est située sur la commune d'Escouloubre, dans le département français de l'Aude.

## Historique
L'édifice est classé au titre des monuments historiques en 1982.